# Lorenzbake

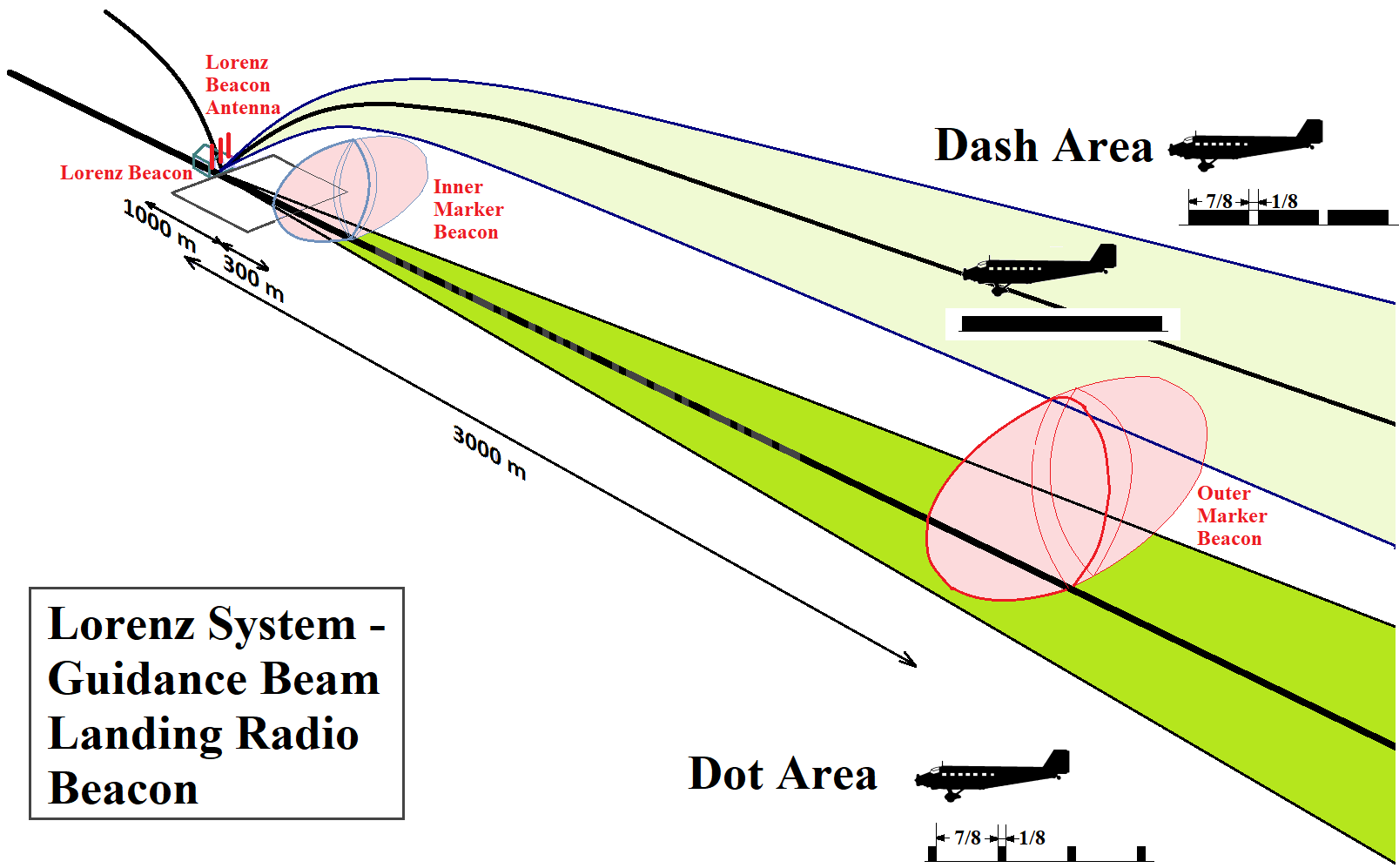
Lorenz-System – Leitstrahl-Landefunkfeuer

Die Ultrakurzwellen-Funkbake oder umgangssprachlich Lorenzbake wurde 1932/33 von Ernst Ludwig Kramar bei der Berliner C. Lorenz AG entwickelte Lande-Funkfeuer (LFF, siehe auch: Lorenz Funknavigations- und Landesysteme) genannt, das ähnlich dem heutigen Instrumentenlandesystem (ILS) die Blind-Landung eines Flugzeuges unter Schlechtwetterbedingungen unterstützte.,  Im Gegensatz zu heutigen ILS, dessen Funksignale auf die Aufsetzzone einer Landebahn bezogen abstrahlt werden, war der Bezug der Lorenz-Bake die Rollfeldgrenze des Flugplatzes, da Flugplätze damals in aller Regel nicht über definierte Start- und Landebahnen verfügten, sondern eine große kreisrunde Grasfläche für den Start und die Landung von Luftfahrzeugen gegen die jeweils aktuelle Windrichtung aufwiesen. Ein weiterer Unterschied ist die Verwendung von Antennen mit vertikaler Polarisation, während das heute von ICAO standardisierte ILS-System Antennen mit horizontaler Polarisation verwendet. Nr. 3.1.3.2.2
Das Lorenz-System lieferte dem Piloten das akustische Signal eines durchgehenden Tons, wenn das Flugzeug sich auf der verlängerten Anfluggrundlinie einschließlich einer Toleranz von ±3° links und rechts davon befand. Links dieses Bereiches waren kurze Töne von 1/8 s Dauer, und rechts des Anflugbereiches lange Töne mit 7/8 s Dauer zu hören. Auch wenn man diese Signale als "dot" und "dash" bezeichnet entsprechen sie nicht den Definitionen für die Dauer von Signalen (dits and dahs) und Pausen des Morse Codes. Nr.2
Bei der Bestimmung der Entfernung zum Flugplatz auf der Anfluggrundlinie halfen zwei weitere Funkfeuer, nämlich das Voreinflugzeichen (en. Outer Marker, OM), welches in 3000 m zum Flugplatz positioniert war und einen 700-Hz-Ton sendete mit 4/10 s Dauer gefolgt von einer 1/10 s langen Pause, sowie das Haupteinflugzeichen (en. Inner Marker, IM), welches sich in 300 m Entfernung zum Flugplatz befand und 1/10 s kurze Töne gefolgt von einer 1/10 s langen Pause aussendete.
Die Versuchsanlage baute Lorenz am Flughafen Berlin-Tempelhof auf, wo sie auf der International Air Service Conference im Januar 1933 demonstriert wurde. Nach weiteren Verbesserungen wurde das System im November 1933 und September 1934 offiziell in Betrieb genommen. Bereits 1937 war das Landesystem an vielen deutschen Flughäfen, und in Europa, darunter in London (3 Lorenzbaken), Mailand, Paris, Stockholm, Warschau, Wien und Zürich, sowie in Japan im Einsatz. Die Inbetriebnahme weiterer Anlagen in Europa, Australien, Lateinamerika und Südafrika befand sich in Vorbereitung. Eine Lorenz-Funkbake, die früher am Flughafen Bremen in Betrieb war, kann heute im Museum Bremenhalle besichtigt werden.
In den Folgejahren wurde auch noch an einem Gleitweg zur vertikalen Führung gearbeitet und noch 1937 wurde ein Patent "zur Erzeugung einer gradlinigen Gleitwegführung für Flugzeuglandezwecke" vom Reichspatentamt erteilt.

## Geschichte
Im Deutschen Reich der Weimarer Republik erprobte ab 1931 die Deutsche Luft Hansa (ab 1933 Deutsche Lufthansa) das ZZ-Verfahren für Landungen bei schlechter Sicht. Dieses erste bodengestützte Landesystem war zeitaufwendig und erforderte hohen Einsatz von Pilot und Bodenpersonal. Die Peilstelle des Flughafens musste während des gesamten Anflugs Informationen an den Piloten bzw. Navigator übermitteln.
Daraufhin entwickelte Anfang der 1930er Jahre die C. Lorenz AG ein automatisiertes Verfahren, das ohne Hilfe des Bodenpersonals arbeitete. Das neue „Lorenz-Landesystem“ bot zuerst nur eine laterale (seitliche) Führung ähnlich dem heutigen ILS-LOC. In den Folgejahren wurde auch noch an einem Gleitweg zur vertikalen Führung gearbeitet für die ein Patent „zur Erzeugung einer gradlinigen Gleitwegführung für Flugzeuglandezwecke“ 1937 vom Reichspatentamt erteilt wurde, dessen Prinzip schon dem heutigen ILS-GP sehr ähnlich war.

## Funktionsweise
Das Lorenz-Landesystem bestand aus:
- Am Boden:

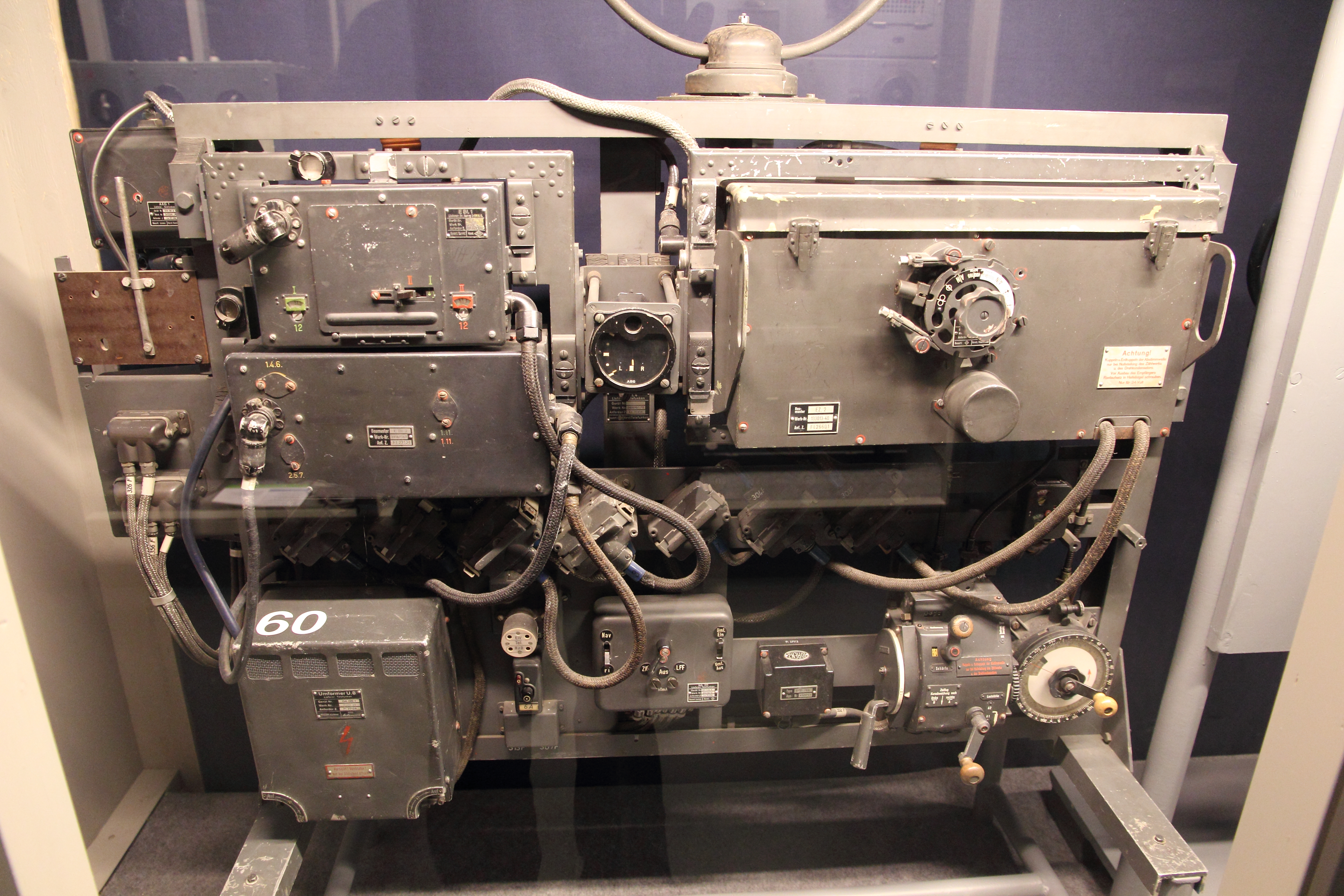
Funk-Landeanlage FuBl 1 mit Leitstrahlempfänger EBl 1 (oben links), darunter der Einflugzeichenempfänger EBl 2. Links unten ein Umformer Typ U8 zur Erzeugung der Anodenspannung. Nicht zur Anlage gehört der Peilempfänger EZ 2 oben rechts. Mittig oben das im Sichtbereich des Piloten zu installierende Anzeigegerät für Funknavigation vom Typ AFN 1

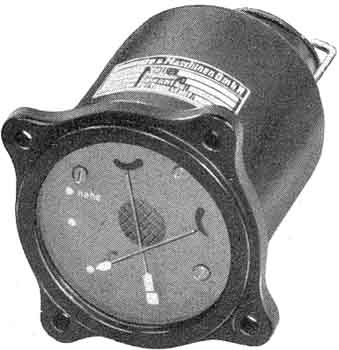
AFN 2 („Anzeigegerät für Funknavigation“), 1943

  - Ansteuerungs-Funkfeuer (AFF) – Der quarzgesteuerte 500-Watt-Sender strahlte auf einer festen Frequenz von 33,3 MHz (zivile Luftfahrt) bzw. einer wählbaren Frequenz von 30 bis 31,5 MHz (Luftwaffe) einen in Richtung der Landebahn weisenden Leitstrahl ab, der mit einem 1150-Hz-Ton moduliert war, die kurzen Töne hatten eine Dauer von 1/8 s gefolgt von einer Pause von 7/8 s Dauer und die langen Töne hatten eine Dauer von 7/8 s gefolgt von einer Pause von 1/8 s Dauer. In 200 m Flughöhe war der AFF-Sender noch in 30 km Entfernung zu empfangen. Entspricht in der Funktion dem heutigen ICAO ILS-Landekurssender (en. ILS-Localizer, ILS-LLZ). Die Lorenzbake nutzte vertikal polarisierte Antennen[3], während das seit 1950 von ICAO in Annex 10 standardisierte ILS-System horizontal Polarisation verwendet.[9]
  - Vor-Einflug-Zeichen  (VEZ, en. Outer-Marker bzw. OM) – wurde in ca. in 3 km vor der Rollfeldgrenze platziert. Ein 5-Watt-Sender strahlte horizontal polarisiert senkrecht nach oben auf einer festen Frequenz von 38 MHz eine 700 Hz-Ton mit 4/10 s Dauer gefolgt von einer 1/10 s Pause ab.[3] Dies entspricht in der Funktion dem heutigen ICAO ILS-OM. Der Abstand des OM der Lorenzbake wurde aber auf die Rollfeldgrenze referenziert, da Flugplätze damals i. d. R. nur eine große Fläche ohne Landebahn waren. ICAO definiert jedoch einen Abstand von 3,9 NM (7,2 km) vom „Approach End“ der Landebahn in ICAO Annex 10 in 1950.[5] Nr. 3.1.6.6.c)
  - Haupt-Einflug-Zeichen (HEZ, en. Inner-Marker bzw. IM) – war in 300 m vor der Rollfeldgrenze platziert. Ein 5-Watt-Sender strahlte auf 38 MHz horizontal polarisierte Signale senkrecht nach oben. Es wurden 7 Punkte pro Sekunde mit 1/10 s Dauer mit einem 1700-Hz-Ton ausgesandt, wobei jeden Punkt eine Pause von 1/10 s folgte.  Die Funktion entspricht dem heutigen ICAO ILS-IM  („Inner Marker“), jedoch wurde auf die Rollfeldgrenze referenziert, da Flugplätze damals i. d. R. nur eine große Fläche ohne Landebahn waren.[3]  ICAO definiert für den ILS-IM einen Abstand von 200 ft (250 m) vom „Approach End“ der Landebahn in ICAO Annex 10 in 1950.[3] Nr. 3.1.6.6.a)

- Dem Bordsystem „FuBl 1“ (Funk-Blindlandeanlage, später realistischer Funk-Landeanlage genannt):
  - Leitstrahlempfänger „EBl 1“ für das Ansteuerungsfunkfeuer (AFF)
  - Einflugzeichenempfänger „EBl 2“ für das Vor- und Haupteinflugzeichen (VEZ und HEZ)
  - Umformer zur Erzeugung der Anodenspannung für die Elektronenröhren in den beiden Empfängern
  - AFN 1 oder AFN 2 („Anzeigegerät für Funknavigation“) im Sichtfeld des Piloten
  - Zubehör wie Antennen sowie Relais- und Schaltkästen

## Standorte von Lorenzbaken
Im Jahr 1937 war das das Lorenz Landesystem bereits an deutschen Flughäfen, im übrigen Europa, darunter an den Flughäfen in London (3 Lorenzbaken), Mailand, Paris, Stockholm, Warschau, Wien und Zürich, sowie ferner auch in Japan im Einsatz, während die Einführung weiterer Anlagen in Europa, Australien, Lateinamerika und Südafrika in Vorbereitung war. Die deutsche Luftwaffe stattete Ende der 1930er Jahre ihre Fliegerhorste und die größeren zweimotorigen Maschinen mit den Lorenz-Anlagen aus.

## Weiterentwicklung zum „Knickebein“-Verfahren
Zur Zielfindung für die Bomber der deutschen Luftwaffe entwickelte Telefunken zu Beginn des Zweiten Weltkrieges das „Knickebein“-Verfahren. Anders als das bei der während der Luftschlacht um England erstmals eingesetzte X-Verfahren, für das separate Bordgeräte nötig waren, nutzte „Knickebein“ die in den Flugzeugen ohnehin vorhandenen Lorenz-Funk(blind)landeanlagen „FuBl 1“ im Frequenzbereich 30–33 MHz. Für größere Zielentfernungen kam später die Anlage „FuBl 2“ mit dem empfindlicheren „Superhet“-Leitstrahlempfänger vom Typ „EBl 3“ (anstelle des Zweikreis-Geradeausempfängers „EBl 1“) zum Einbau. Wegen des Wegfalls von zusätzlichen Bordgeräten, die noch beim X-Verfahren nötig waren, brauchten die Bordfunker/Bombenschützen für den Einsatz keine aufwendige Einweisung.
Die EBl-3-Leitstrahlempfänger wurden auch für das „Bernhard“-Funknavigationssystem verwendet. Die von Telefunken entwickelten Drehfunkfeuer erlaubten es den Piloten bzw. Navigator/Bordfunker, den eigenen Standort ohne Aussendung von Funksignalen bzw. zeitaufwendige und umständliche Kreuzpeilungen selbst zu ermitteln.